# Средиземноморский звездчатый скат
Средиземноморский звездчатый скат (лат. Raja asterias) — вид хрящевых рыб семейства ромбовых скатов отряда скатообразных. Обитают в субтропических водах северо-восточной и центрально-восточной части Атлантического океана между 45° с. ш. и 35° с. ш. Встречаются на глубине до 343 м. Их крупные, уплощённые грудные плавники образуют диск в виде ромба со слегка выступающим рылом. Максимальная зарегистрированная длина 70 см. Откладывают яйца. Не являются объектом целевого промысла.

## Таксономия
Впервые вид был научно описан в 1809 году. Голотип представляет собой неполовозрелого самца длиной 33 см, пойманного в Средиземном море у берегов Испании.

## Ареал
Эти демерсальные скаты обитают в Средиземном море у берегов Албании, Алжира, Боснии и Герцеговины, Хорватии, Египта, Франции, Греции, Израиля, Италии, Ливана, Ливии, Монако, Черногории, Марокко, Словении, Испании, Сирии, Туниса и Турции. Встречаются в основном на континентальном шельфе у берегов Италии и Корсики от мелководья до глубины 150 м. В восточной части Ионического моря опускаются до 348 м. Предпочитают песчаное илистое дно.

## Описание
Широкие и плоские грудные плавники этих скатов образуют диск в виде ромба со слегка выступающим кончиком рыла и закруглёнными краями. На вентральной стороне диска расположены 5 жаберных щелей, ноздри и рот. На длинном хвосте имеются латеральные складки. Хвост приплюснутый, с двумя спинными плавниками и слаборазвитым хвостовым плавником. Дорсальная поверхность диска лишена шипов за исключением рострума, края глазных орбит и узкой полосы вдоль средней линии в средней трети диска. Орбитальные колючки разделены. На каждом плече имеется по шипу. От затылка до первого спинного плавника пролегает срединный ряд колючек. Между спинными плавниками имеется 1—2 шипа. Вентральная поверхность гладкая. По обе стороны хвоста расположены параллельные ряды шипов. Имеются маларные шипы с основанием в виде звезды. Окраска дорсальной поверхности ровного коричневого цвета «глазками» на грудных плавниках. Максимальная зарегистрированная длина 80 см.

## Биология
Подобно прочим ромбовым эти скаты откладывают яйца, заключённые в жёсткую роговую капсулу с выступами на концах. Эмбрионы питаются исключительно желтком. Рацион взрослых особей состоит из бентоса.

## Взаимодействие с человеком
Эти скаты не являются объектом целевого промысла. Международный союз охраны природы присвоил виду охранный статус «Близки к уязвимому положению».